# Charlotte Nzayisenga
Charlotte Nzayisenga, née le 23 décembre 1993, est une joueuse rwandaise de volley-ball et de beach-volley.

## Biographie
Avec Denyse Mutatsimpundu, elle remporte les Championnats d'Afrique des moins de 20 ans 2012 à Lomé puis la médaille de bronze des Jeux africains de 2015 à Brazzaville.
Le duo est ensuite sacré  champion d'Afrique en 2017 à Maputo.
Elle est médaillée de bronze aux Championnats d'Afrique de beach-volley 2019 à Abuja avec Benitha Mukandayisenga.
Elle évolue au Ruhango Volleyball Club de 2009 à 2013 puis au Rwanda Revenue Authority Volleyball Club, remportant le titre de championne du Rwanda en 2014.